# Ebru Tunalı
Ebru Tunalı (* 2. Januar 1993) ist eine türkische Badmintonspielerin. 

## Karriere
Ebru Tunalı nahm 2008, 2010 und 2011 an den Badminton-Juniorenweltmeisterschaften teil. Bei den türkischen Juniorenmeisterschaften war sie 2007 und 2009 erfolgreich. 2008 und 2012 wurde sie Titelträgerin bei den Erwachsenen, 2012 auch Balkanmeisterin. 2014 gewann sie gemeinsam mit Cemre Fere die South Africa International im Damendoppel.